# Fallout 3
Fallout 3 er et action-RPG computerspil og den tredje større udgivelse i Fallout serien. Spillet blev udgivet den 28. oktober 2008 i Nordamerika, den 31. oktober i EU og den 4. december i Japan. I modsætning til de to tidligere spil i serien som var turbaseret og forgik i fugleperspektiv, spilles spillet i real-time med en blanding af første og tredje persons synsvinkler. Endvidere er spillets omgivelser flyttet fra den amerikanske vestkyst til Washington D.C. og det omkringliggende område.
Spillet er udviklet og udgivet af Bethesda Softworks som i 2004 købte Fallout-licensen fra Interplay, der i 2003 havde lukket Black Isle Studios der ellers sad med en næsten færdig udgave af Fallout 3, der gik under kodenavnet Van Buren.